# Jobinia grandis
Jobinia grandis är en oleanderväxtart som först beskrevs av Hand.-mazz., och fick sitt nu gällande namn av Goes och Fontella. Jobinia grandis ingår i släktet Jobinia och familjen oleanderväxter. Inga underarter finns listade i Catalogue of Life.